# Dipevler, Bolvadin
Dipevler là một xã thuộc huyện Bolvadin, tỉnh Afyonkarahisar, Thổ Nhĩ Kỳ. Dân số thời điểm năm 2011 là 623 người.